# Уолл-стрит
Уо́лл-стрит (англ. Wall Street) — небольшая узкая улица в нижней части Манхэттена в городе Нью-Йорк, ведущая от Бродвея к побережью пролива Ист‑Ривер. Считается историческим центром Финансового квартала города. Главная достопримечательность улицы — Нью-Йоркская фондовая биржа. В переносном смысле так называют как саму биржу, так и весь фондовый рынок США в целом. Сам финансовый район иногда также называют Уолл-стрит.
В СССР название улицы было нарицательным в откровенно выраженном негативном смысле и применялось в СМИ как синоним внешней политики США.
По соседству с Нью-Йоркской фондовой биржей, по адресу Уолл-стрит 1, располагается офис BNY Mellon, правопреемника старейшего в США, основанного в 1784 году Александром Гамильтоном, банка Bank of New York. Среди других достопримечательностей улицы следует отметить здание Федерал-холл, где в 1789 году прошла инаугурация первого президента США Джорджа Вашингтона.
Большинство крупных нью-йоркских финансовых институтов более не имеют своих головных офисов на Уолл-стрит, переехав в другие районы нижнего и среднего Манхэттена, в штаты Коннектикут или Нью-Джерси. Так один из финансовых мастодонтов, имевших офис на этой улице, — компания JPMorgan Chase продала своё здание на Уолл-стрит немецкому банку Deutsche Bank в ноябре 2001 года.

## История

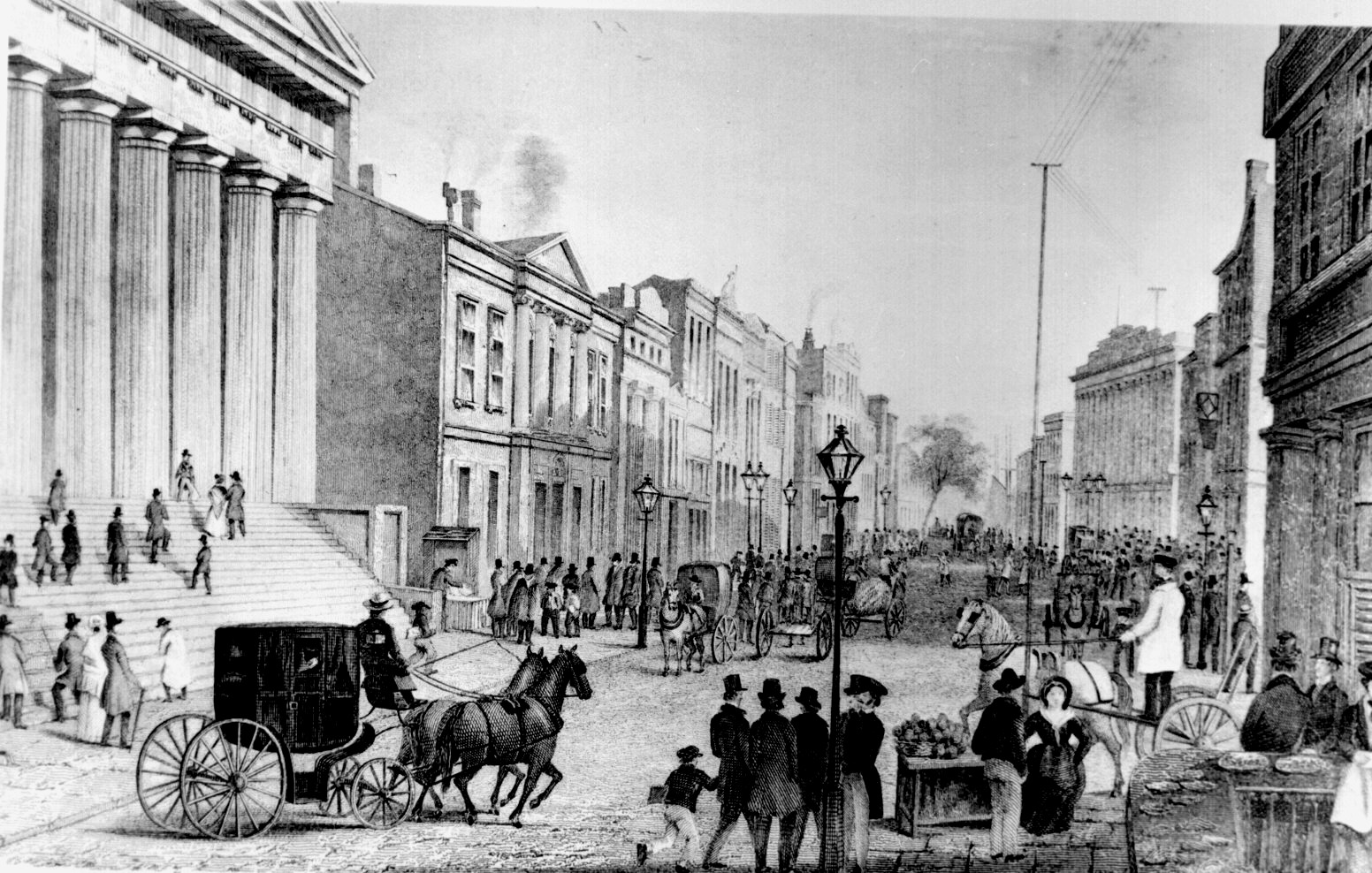
Вид на Уолл-стрит на углу Бродвея. 1867 год

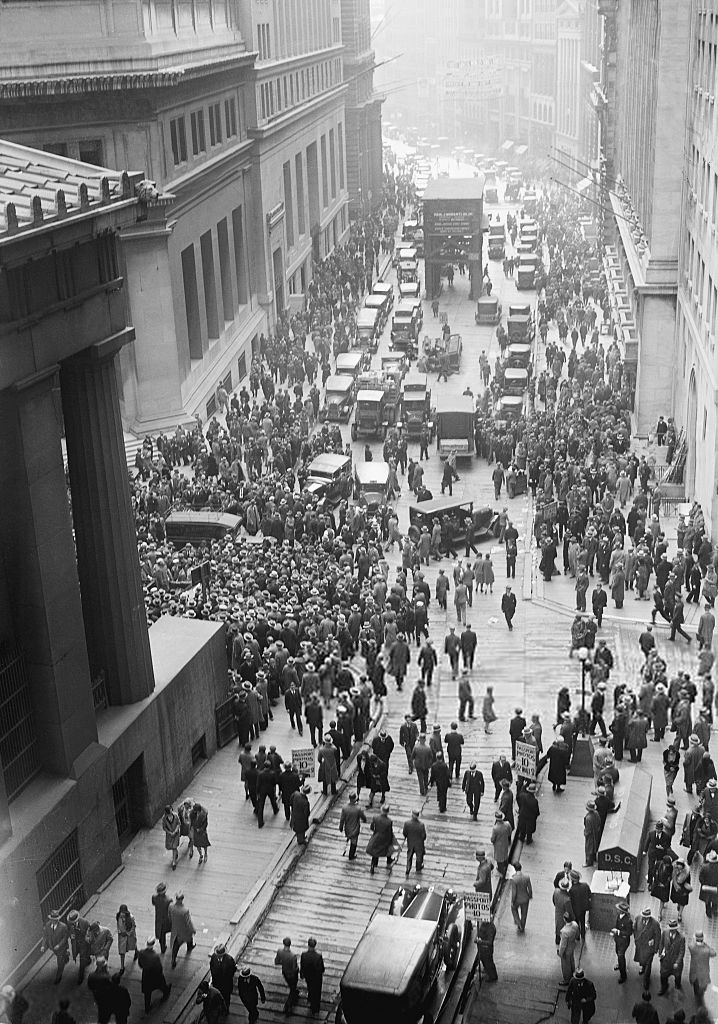
Толпа обсуждает крах Фондовой биржи. 1929 год

Название улицы происходит от городской стены, которая в XVII веке являлась северной границей голландского города Новый Амстердам (одно из первых названий Нью-Йорка). В 1640-е годы частокол и забор из досок отгородил жителей колонии. Позднее, по распоряжению Вест-Индской компании, губернатор голландской колонии Питер Стайвесант, используя рабский труд, построил более крепкий частокол. К моменту войны с Англией укрепленная 12-футовая (прим. 4 м) стена из древесины и земли была укреплена созданными в 1653 году палисадами. Построенная стена защищала поселенцев от нападений индейских племён, колонистов Новой Англии и британской армии. В 1685 году жители проложили дорогу вдоль стены, которую и назвали Уолл-стрит, что буквально означает «улица стены». В 1699 году стена была разрушена британцами.
В конце XVIII века в начале улицы росло дерево платан, возле которого продавцы и спекулянты торговали ценными бумагами. В 1792 году они решили закрепить свою ассоциацию «Платановым Соглашением» (англ. Buttonwood Agreement). Это и стало началом Нью-Йоркской фондовой биржи.
В 1889 году биржевой отчёт «Customers' Afternoon Letter» стал именоваться The Wall Street Journal, получив своё название от улицы. В настоящий момент эта влиятельная ежедневная деловая газета выходит в городе Нью-Йорке, её владельцем является Dow Jones & Company.

### Упадок и восстановление

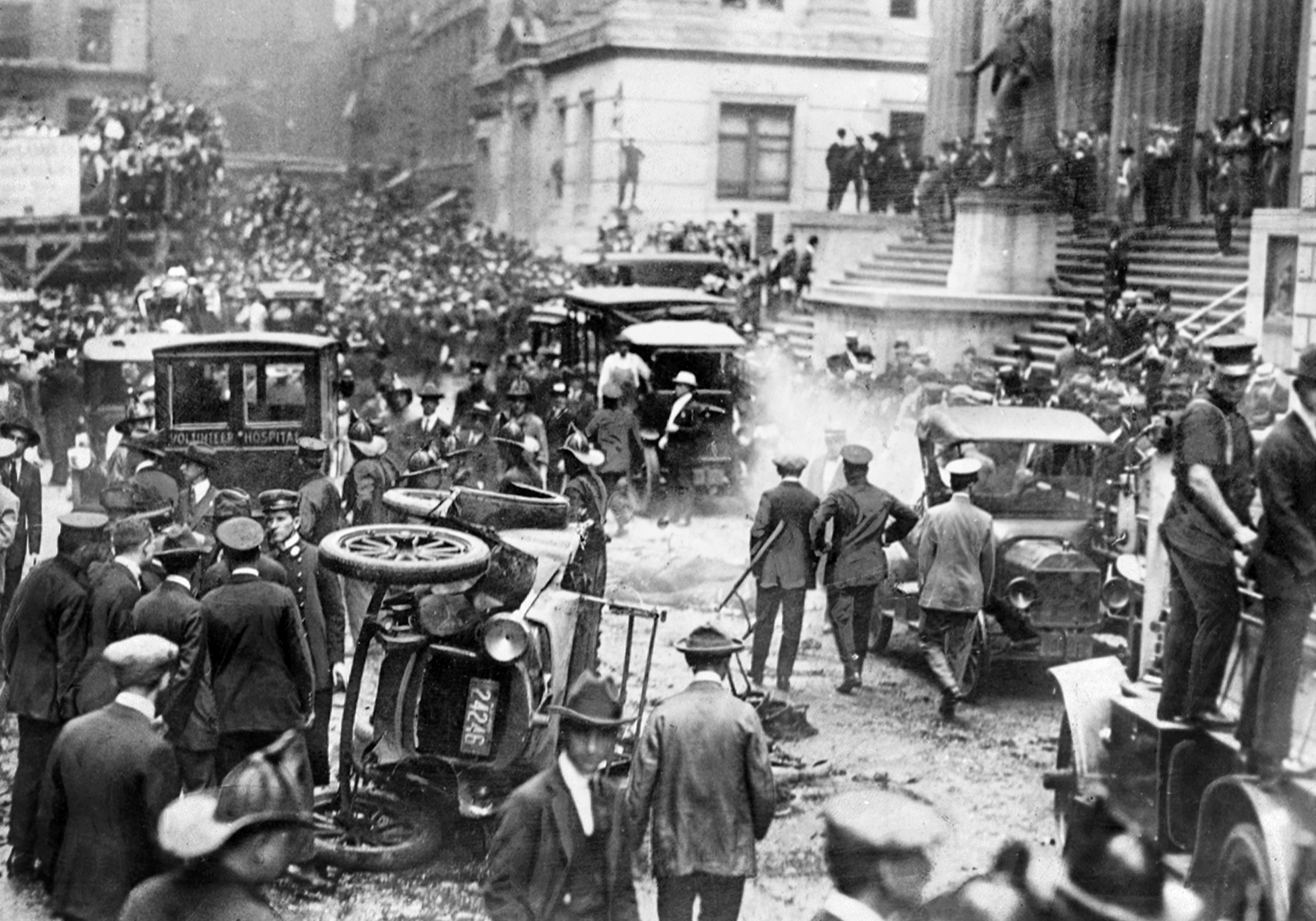
Взрыв бомбы на Уолл-стрит. 16 сентября 1920 года

Финансовый квартал Манхэттена является одним из крупнейших деловых центров США и вторым по величине в Нью-Йорке после Мидтауна. В конце XIX — начале XX века в городе велось активное строительство небоскрёбов (соперничая с Чикаго). Финансовый район расположен отдельно от Среднего Манхэттена, но достигает той же высоты.
Здание Уолл-стрит, 23, построенное в 1914 году и известное как «Дом Моргана», долгие годы являлось важнейшим адресом в американской финансовой системе. В полдень 16 сентября 1920 года у входа в здание взорвалась бомба, убившая 40 и ранившая около 400 человек. Незадолго до взрыва в почтовый ящик на углу Бродвея и Сидар-стрит было подброшено письмо с предупреждением, которое гласило: «Помни, мы больше не будем терпеть друг друга. Освободи политических заключённых или будь уверен — вы все умрёте. Американские борцы за анархизм.» Хотя существовало множество версий, кто это сделал и почему, спустя 20 лет ФБР в 1940 году закрыло дело, не найдя преступников.
1929 год принёс так называемый «чёрный четверг» — финансовый крах на бирже и последовавшую за ней Великую Депрессию. В период с 24 по 29 октября котировки акций на фондовой бирже рухнули, что вызвало панику среди трейдеров. Индекс Доу Джонса вернул своё значение только в 1955 году. В период Великой депрессии район впал в состояние стагнации. Строительство Всемирного торгового центра в 1966—1970 годах, финансируемое правительством, как раз и было призвано намерением поощрить экономическое развитие в этом районе города.
С открытием в 1973 году по соседству Всемирного торгового центра многие крупные и могущественные компании с Уолл-стрит переехали в эти здания. В дальнейшем такое соседство привлекло в район и другие крупные корпорации. Нападение 11 сентября 2001 года привело к падению деловой активности в районе, и в результате бизнес стал переезжать в другие районы города, а также в соседние штаты и другие деловые центры Америки, такие как Чикаго и Бостон.